# 巴拉班基縣
巴拉班基縣是印度的一個縣，位於該國北部，由北方邦負責管轄，面積3,894平方公里，海拔高度125米，識字率為47.39%，2011年人口2,673,581，人口密度每平方公里687人。

## 外部連結
- 官方网站